# Karl Albert von Kamptz
Karl Albert von Kamptz (Schwerin, 1769. szeptember 16. – Berlin, 1849. november 3.) porosz jogtudós és politikus.

## Élete
Előbb Mecklenburgban, majd a wetzlari birodalmi kamránál, elvégül pedig a porosz igazságügyi minisztériumban szolgált. 1832-ben igazságügyi miniszter lett, 1838-ban visszalépett, 1842-ben pedig nyugdíjazták. Az államtanácsnak is tagja volt. Politikai meggyőződése a reakció uszályhordozójává és a demokrácia kíméletlen üldözőjévé tette. Több jogtudományi folyóiratot is szerkesztett.

## Művei
- Beitr. zum mecklenburg. Staats- u. Privatrecht, 6. kötet;
- Civilrecht von Mecklenburg; Codex der Gendarmerie;
- Beitr. zum Staats- u. Völkerrecht;
- Die Provinzial- und statutarischen Rechte in der preussischen Monarchie, 3. kötet;
- Actenmässige Darstellung der preuss. Gesetzrevision;
- Zusammenstellung der drei Entwürfe des preuss. Strafgesetzbuches.